# Грабники (Новогрудский район)
Грабники (бел. Грабнікі́) — хутор в Новогрудском районе Гродненской области Республики Беларусь. В составе Ладеникского сельсовета.

## География
Расстояние до Новогрудка около 3 км. Рядом пролегает дорога Р11.
Ближайшие населённые пункты Католыши, Пуцевичи и др.

## Инфраструктура

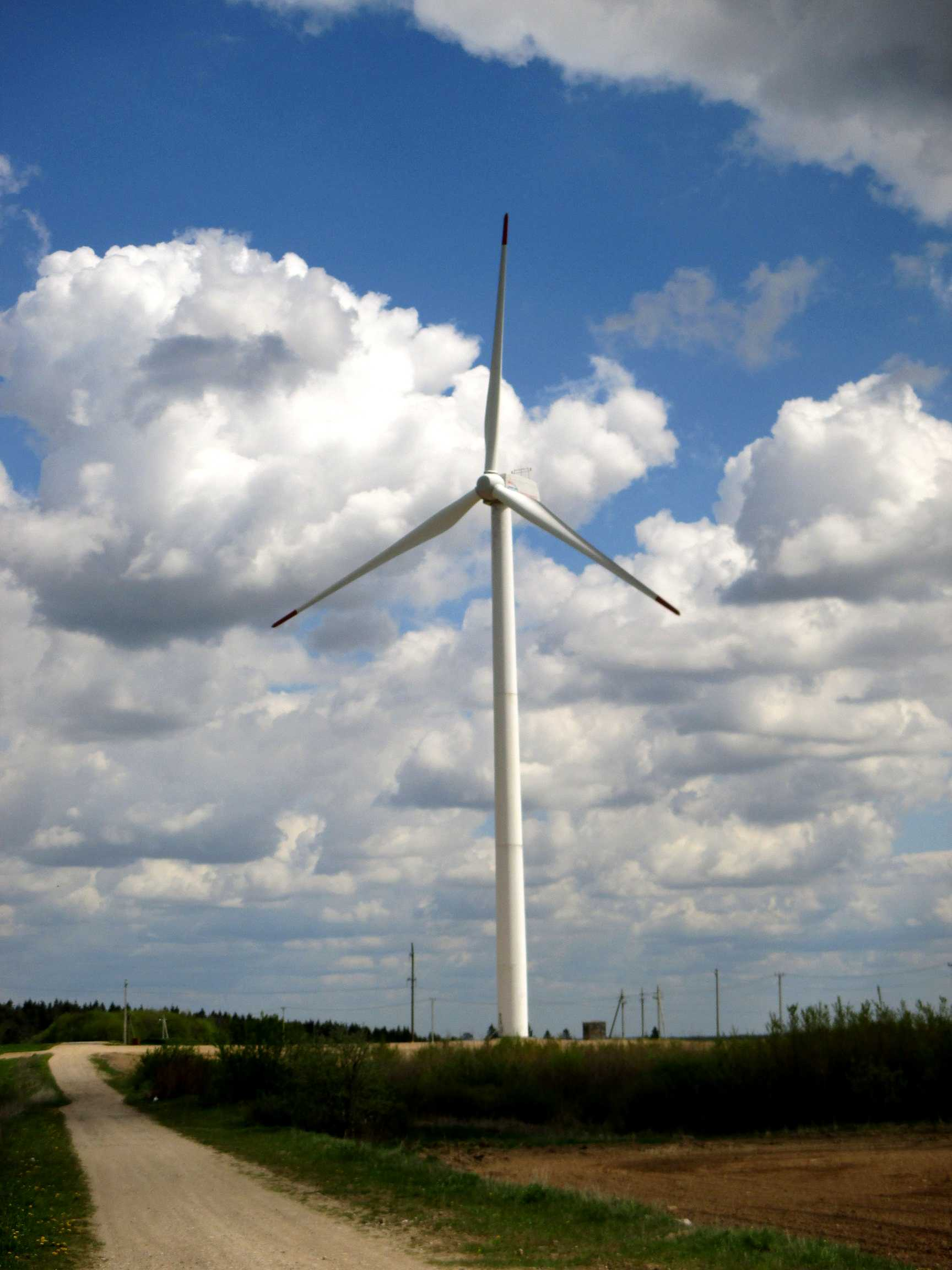
Первая ветроустановка Новогрудского ветропарка

Рядом с хутором находится Новогрудский ветропарк, принадлежащий филиалу РУП "Гродноэнерго" Лидские энергетические сети.
Первая ветроустановка появилась здесь в 2011 году. Тогда в районе населённого пункта Грабники начала функционировать самая крупная в Беларуси ветроэнергетическая установка мощностью 1,5 МВт.
На этой площадке в соответствии с Государственной программой инновационного развития Республики Беларусь на 2011–2015 годы в 2016 году был реализован проект и введены в эксплуатацию ещё пять подобных ветроустановок китайской компании «HEAG» общей мощностью 7,5 МВт .
В апреле 2018 года Министерство природных ресурсов и охраны окружающей среды в рамках проекта международно-технической помощи установило ещё одну ветроустановку мощностью 2,5 МВт.
Мощность «зелёной» энергетики в районе на сегодняшний день составляет 33,3 МВт, из них: энергия ветра – 32,05 МВт, энергия солнца – 1,25 МВт.

## Население

### Численность
- 2019 год — 1 человек

### Динамика
- 2009 год — 2 человек (перепись населения)[3]
- 2019 год — 1 человек (перепись населения)